# Bantulán
Bantulán es un barrio rural  del municipio filipino de primera categoría de Taytay perteneciente a la provincia  de Paragua en Mimaro,  Región IV-B.
En 2007 Bantulán contaba con 2.337 residentes.

## Geografía
El municipio de Taytay se encuentra situado en la isla de Paragua, al norte de la misma.
Su término limita al norte con el municipio de El Nido, barrios de Bebeladán, Bagong-Bayán y Otón, oficialmente Mabini; al  suroeste con el municipio de San Vicente, al sur con el de Roxas; y al sureste con el de Dumaran. En la parte insular se encuentra la bahía de Malampaya y varias isla adyacentes se encuentran tanto en la costa este, mar de Joló como en la  oeste, Mar del Oeste de Filipinas.
Este barrio de Bantulán forma parte continental por encontrarse en Isla Paragua, concretamente en el sur  de  la costa este de esta parte del municipio.
Linda al norte y al oeste con la población de Taytay; 
al sur con el barrio de  Calauag (Calawag); 
al este con  la bahía de Taytay, donde se encuentra el barrio insular de Betón formado por la isla principal de Icadambanua y las del Elefante (Elephant Island), de Baradasen, también conocida como del Castillo (Castle Island) y de Calabalián, las tres situadas al norte cerrando por el sur la bahía de Taytay. A levante se encuentran los islote de Denanayán y  el de Malapnia;
y al oeste con el barrio de  Bato.
A poniente y en límite con el término de la población se encuentra situado el  Manguao (Lake Manguao),  7 km al sureste de Taytay.
Tiene una superficie estimada de 643 hectáreas, con una altitud media de unos 25 metros sobre el nivel del mar.
En la bahía de Bantulán  (Bantulan Bay) vierte sua aguas el río Topit.

### Demografía
El barrio  de Bantulán contaba  en mayo de 2010 con una población de 2.231  habitantes.

## Historia
Taytay formaba parte de la provincia española de  Calamianes, una de las 35 del archipiélago Filipino, en la parte llamada de Visayas. Pertenecía a la audiencia territorial  y Capitanía General de Filipinas, y en lo espiritual a la diócesis de Cebú.